# Simão de Trento
Simão de Trento (Trento, circa 1472 – Trento, 21 de Março de 1475) foi uma criança de dois anos e meio que viveu na cidade de Trento, cujo desaparecimento e assassínio foram atribuídos aos líderes da comunidade judaica da cidade.

## Biografia
O desaparecimento do pequeno Simão tornou-se o motivo de grande preocupação na cidade de Trento e de difamação da pequena comunidade judaica da cidade. Dias antes de Simão desaparecer, o Beato Bernardo da Feltre, pregador franciscano itinerante que por ali passou, previu um doloroso acontecimento na cidade de Trento, que cairia sobre a comunidade judaica. Simão desapareceu  durante a páscoa judaica de 1475, sendo encontrado numa vala de água que passava por baixo da casa de Samuel, o líder da comunidade, com o corpo repleto de marcas alegadamente resultantes de  tortura. De acordo com os relatos da época, os judeus teriam usado o sangue de Simão na cozedura das suas matzás da páscoa judaica.

Os líderes da comunidade judaica foram presos e dezessete deles confessaram sob tortura, prática judicial comum naquele tempo e considerada essencial para as investigações. A tortura mais comum era o strappado em que as mãos da vítima eram atadas atrás das costas por uma corda comprida; o acusado era então levantado do chão por uma polia. Um homem considerado possível suspeito, Zanesus, "o Suiço", não judeu, foi interrogado mas não torturado. Os suplícios continuaram até que as confissões se ajustassem ao pretendido pelos acusadores; um dos réus, Lazarus, após torturas contínuas, declarou "Digam-me o que devo dizer e eu o direi".

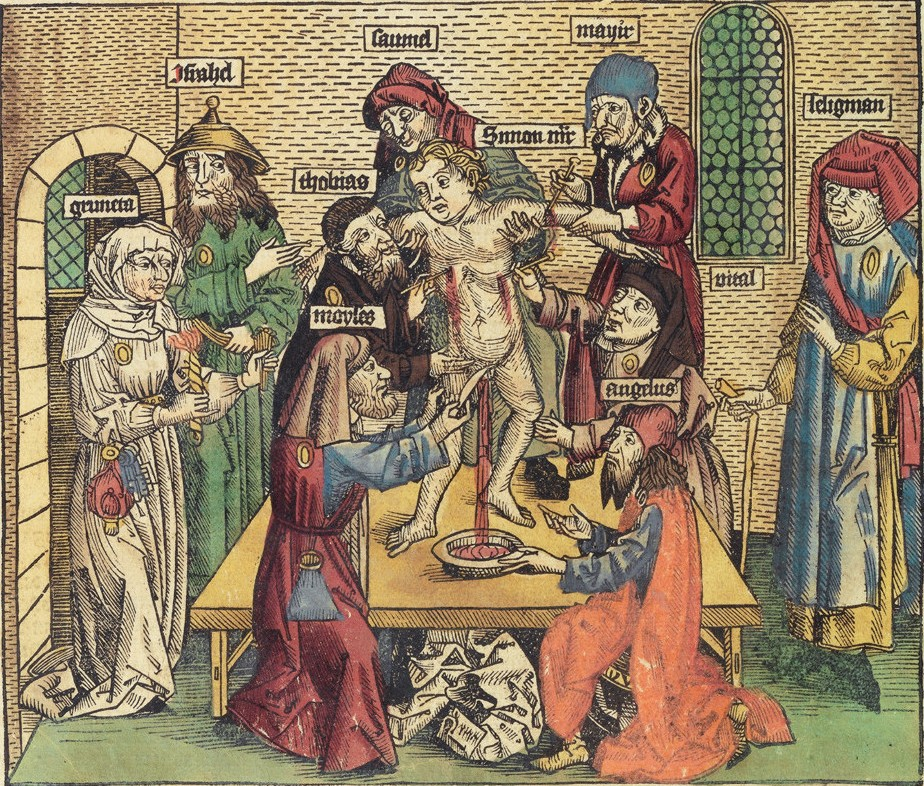
Gravura do século XV (1493) retratando o alegado assassinato da criança Simão. Os remendos amarelos redondos são emblemas que os Judeus eram forçados a usar. Nomes de protagonistas como Tobias e Angelus são rotulados.

Quinze dos judeus, incluindo Samuel, o chefe da comunidade, foram sentenciados à morte na fogueira. Johannes Hinderbach, o bispo de Trento, foi mais tarde suspeito de se ter apropriado dos bens confiscados aos judeus. O papa Sisto IV tentou em vão proteger os judeus, e nomeou um frade dominicano, Battista dei Giudici, como comissário encarregado de investigar os fatos e realizar novo julgamento. O comissário encontrou em Trento uma atmosfera tão hostil que para prosseguir o seu trabalho, fugiu para Rovereto, na República de Veneza.
O Papa ordenou a Hinderbach que não tomasse mais medidas contra os judeus de Trento, e colocasse as mulheres judias presas, as crianças, e os sobreviventes do processo, em "um lugar confortável e seguro"; era agora o bispo que estava a ser investigado, mas este desobedeceu ao Papa. Em Roma, Hinderbach, um homem bem relacionado, moveu as suas influências, e defendeu a sua posiçãoː o assassínio ritual tinha de fato acontecido, e a criança devia ser canonizada. Então Sisto IV nomeou uma comissão de cardeais, que deveria decidir sobre o evento. Em 20 de Junho de 1478, o papa Sisto IV finalmente ilibou Hinderbach de todas as suspeitas; a comissão de cardeais, que examinara todos os registros pertinentes, concluiu que o julgamento fora conduzido de acordo com os procedimentos legais — embora não se pronunciasse sobre a culpabilidade ou não dos judeus. Sisto IV elogiou o zelo do bispo, mas avisou Hinderbach para não permitir nada contrário ao decreto de Inocêncio IV ( que proibia os julgamentos  por assassinato ritual) na promoção da devoção ao menino Simão, ou à obediência à Santa Sé e às prescrições canónicas. Sisto IV proibiu ainda qualquer cristão de,  sem o juízo papal, matar ou mutilar judeus, ou extorquir-lhes dinheiro, ou impedi-los de praticar os seus ritos, conforme a lei.
Simão tornou-se um símbolo de veneração para a igreja católica, e seu caso era muito parecido com outros da Europa, como o de André de Rinn. Mais de cem milagres foram atribuídos directamente ao pequeno Simão imediatamente após o seu desaparecimento, e o seu culto estendeu-se a toda a Itália e Alemanha. O garoto foi proclamado Beato da Igreja Católica em 1588 pelo Papa Sixto V, considerado mártir e patrono das vítimas de sequestros e da tortura.
Em 1965, no seguimento do Concílio Vaticano Segundo, a Igreja começou a reinvestigar a história de Simão e abriu um novo processo, encabeçado pelo Monsenhor Roger. O culto de Simão não foi reprimido, mas suprimido pelo Papa Paulo VI e o relicário erguido em sua honra foi guardado.  Há ainda fiéis que o cultuam na cidade. Simão de Trento não consta do Martirológio de 2000, nem em nenhum calendário católico.
Em 2001 as autoridade locais da província de Trento organizaram um sermão ecuménico com católicos e judeus no local exacto onde se situava antigamente a sinagoga em Palazzo Salvadori, numa espécie de reconciliação entre a cidade e a comunidade judaica, uma vez que a cidade de Trento havia sido excomungada pela comunidade judaica desde o século XVI.
Apesar da maior parte dos historiadores acordarem na improbabilidade de Simão ter sido assassinado por Judeus, o livro "A páscoa de sangue" (Pasqua di Sangue) do historiador judeu Ariel Toaff relata vários casos semelhantes, tidos como "vingança" da comunidade judaica Ashkenazi por conta dos pogroms (perseguições) ocorridos na Europa contra a comunidade judaica. O livro foi fortemente criticado por dar crédito histórico a testemunhos obtidos sob tortura e foi retirado da circulação e reeditado pelo seu autor.